# Longobardische architectuur

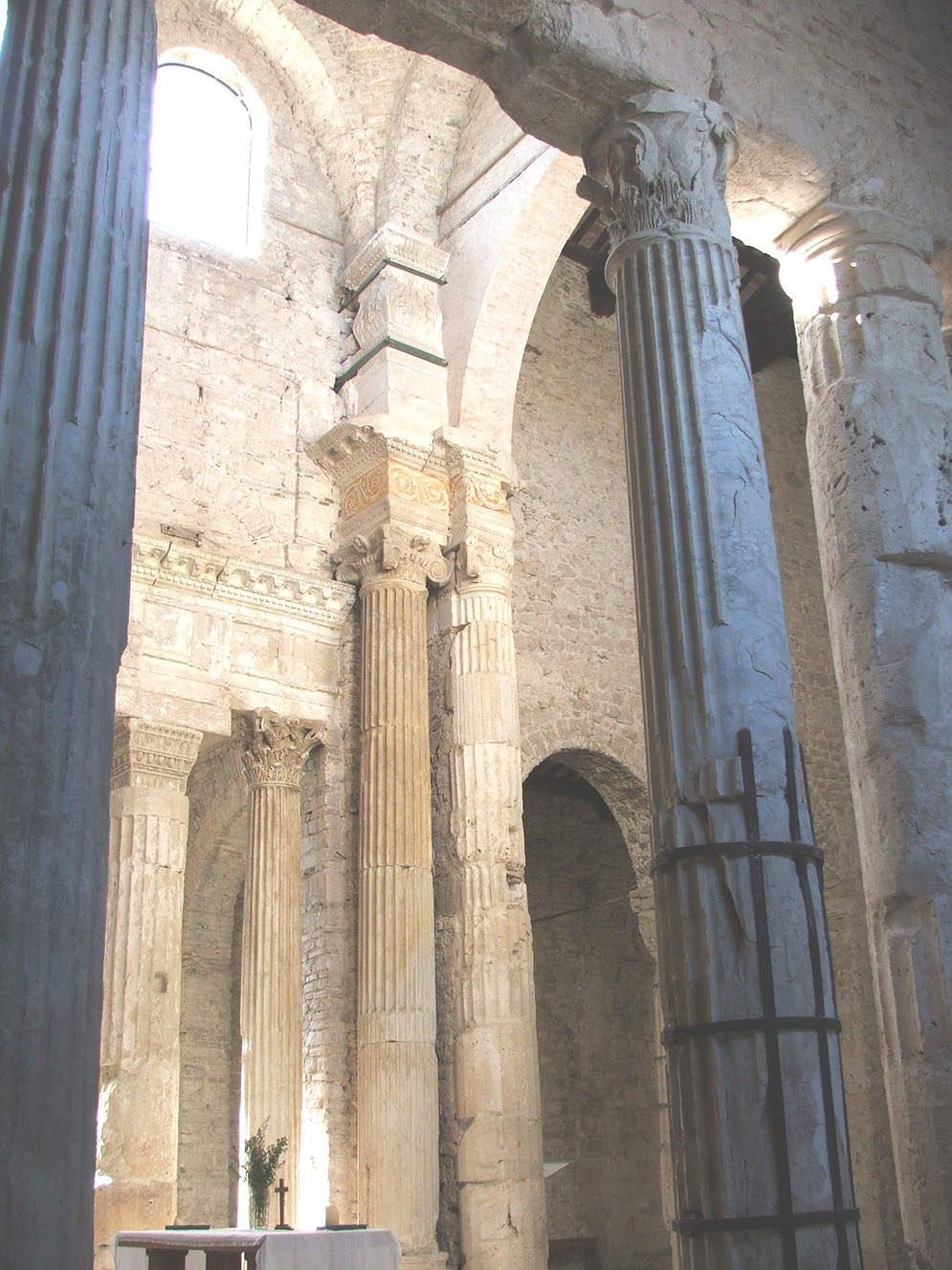
De Kerk van San Salvatore.

De Longobardische architectuur is de naam die wordt gegeven aan de bouwwerken die de Longobarden in de periode 568 - 774 hebben gebouwd in Italië. 
De Longobardische architectuur wordt wel tot de preromaanse architectuur gerekend, omdat er veel overeenkomsten zijn met andere bouwwerken uit deze periode in Europa. 